# 黄虎男
黄 虎男（ファン ホナム、1965年 - ）は、北朝鮮の民間団体である朝鮮対外文化連絡協会(対文協)日本局長。
平壌北繍洞出身、北朝鮮のエリートが集まり、多数の外交官を輩出している平壌外国語大学を卒業した。
金丸訪朝時、金日成主席と金丸信の通訳を務め、さらに、平壌における小泉純一郎首相と金正日国防委員会委員長との首脳会談で2回とも通訳を務めた。北朝鮮を訪れる日本人の対外窓口を務める。
また、2000年当時、従軍慰安婦・太平洋戦争被害者補償対策委員会の書記長であり、同年12月8日から東京・九段で開催された従軍慰安婦に関する「女性国際戦犯法廷」に検事役として鄭南用、洪善玉、金恩英らと共に参加した。
2006年7月24日、北朝鮮のミサイル発射に対する制裁措置の一環として、日本政府より工作員として入国拒否された。

## 参考
1. ↑  鹿児島の市民団体が訪朝 「すべてが感動的」 朝鮮新報 2008年10月8日
2. ↑  朝鮮新報、2005年1月24日